# 戈爾內特-克里科夫鄉
45°05′N 26°16′E / 45.083°N 26.267°E
戈爾內特-克里科夫鄉（羅馬尼亞語：Comuna Gornet-Cricov, Prahova），是羅馬尼亞的鄉份，位於該國中南部，由普拉霍瓦縣負責管轄，面積28平方公里，海拔高度231米，2007年人口2,536，人口密度每平方公里91人。